# Chysis tricostata
Chysis tricostata là một loài thực vật có hoa trong họ Lan. Loài này được Schltr. mô tả khoa học đầu tiên năm 1922.

## Hình ảnh

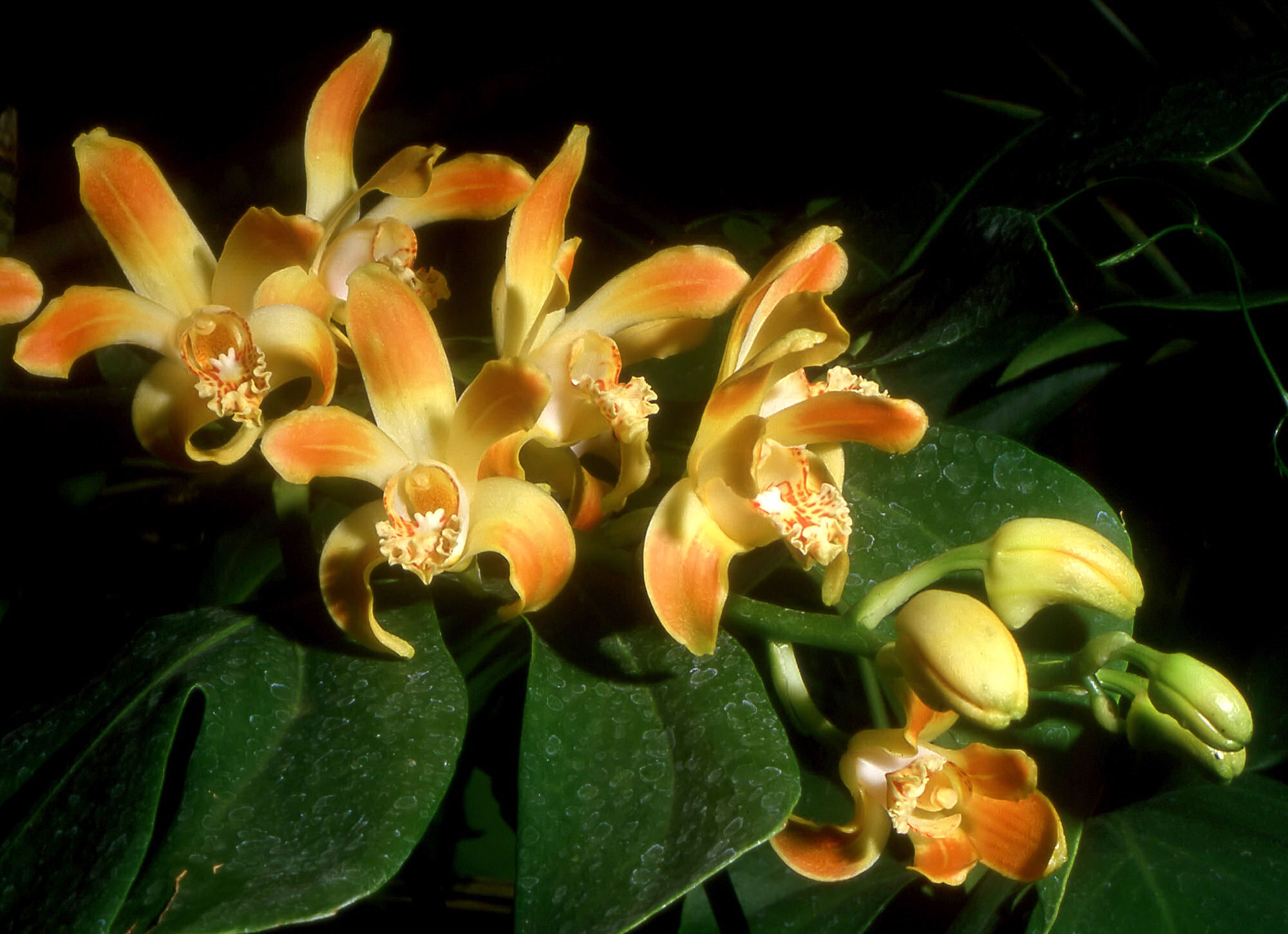